# بتيتيم
البتيتيم (بالعبرية: פתיתים‏) هو  عبارة عن معكرونة محمصة في كرات صغيرة، طورت في إسرائيل في خمسينيات القرن العشرين عندما كان الأرز نادرًا بسبب التقشف في إسرائيل. ومع أنه يطلق عليه أحيانا اسم «الكسكس الإسرائيلي»، فهو ليس نوعًا من الكسكس.

## تاريخ

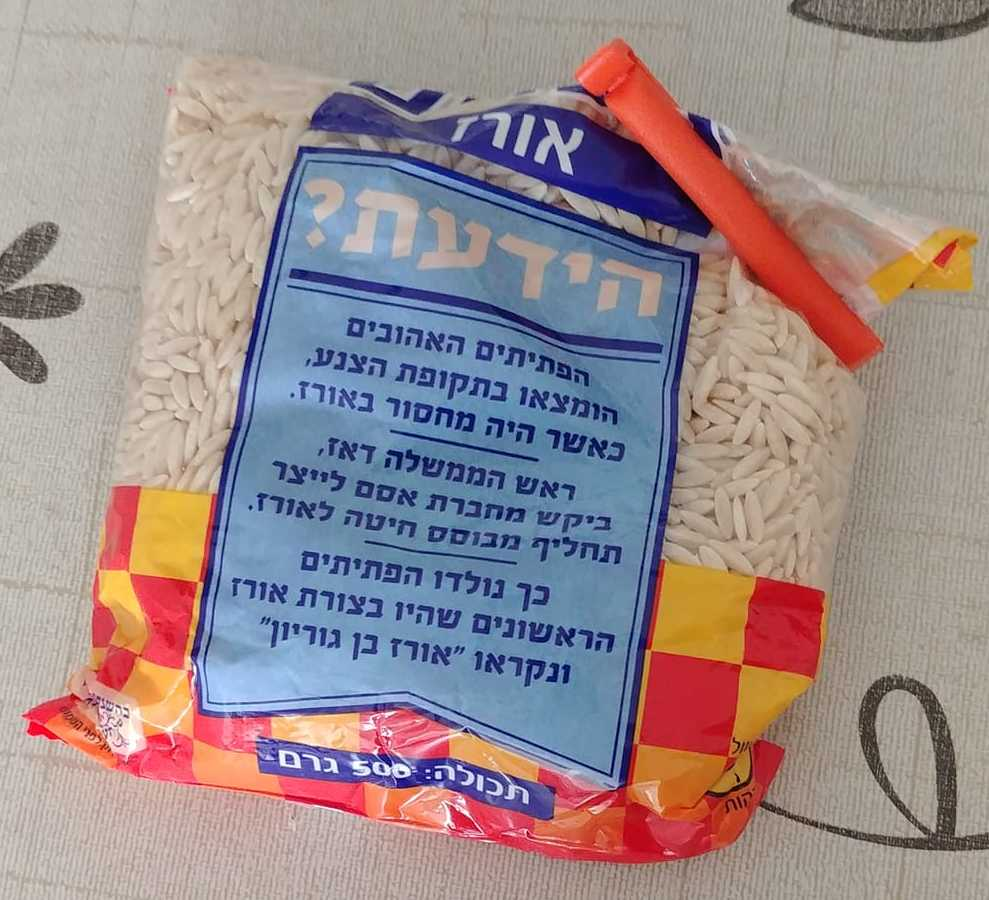
عبوة "أرز بن غوريون": بتيتيم على شكل أرز

طوّر البتيتيم في عام 1953، خلال فترة التقشف في إسرائيل. ويروى أن سأل رئيس الوزراء الإسرائيلي الأول، ديفيد بن غوريون، قد توجه إلى يوجين بروبر، وهو أحد مؤسسي شركة أوسم للأغذية، لابتكار بديل للأرز يعتمد على القمح. طورت الشركة البتييم، وهو مصنوع من دقيق القمح الصلب ويتم تحميصه في فرن. أنتج البتيتيم في البداية على شكل أرز، ولكن بعد نجاحه بدأت أوسم في إنتاج مجموعة متنوعة على شكل كريات مستوحاة من الكسكس أو كرات أكبر تشبه المفتول الشامي. وبالتالي، تطلق أحيانًا على البتيتيم تسمية «أرز بن غوريون».